# Chiesa di San Nicolò Vescovo (Castelnovo del Friuli)
La chiesa di San Nicolò Vescovo è la parrocchiale di Vigna, frazione del comune sparso di Castelnovo del Friuli, in provincia di Pordenone e diocesi di Concordia-Pordenone; fa parte della forania di Spilimbergo.

## Storia
La prima citazione di una cappella dedicata a San Nicolò, annessa al castello, risale al 1353.

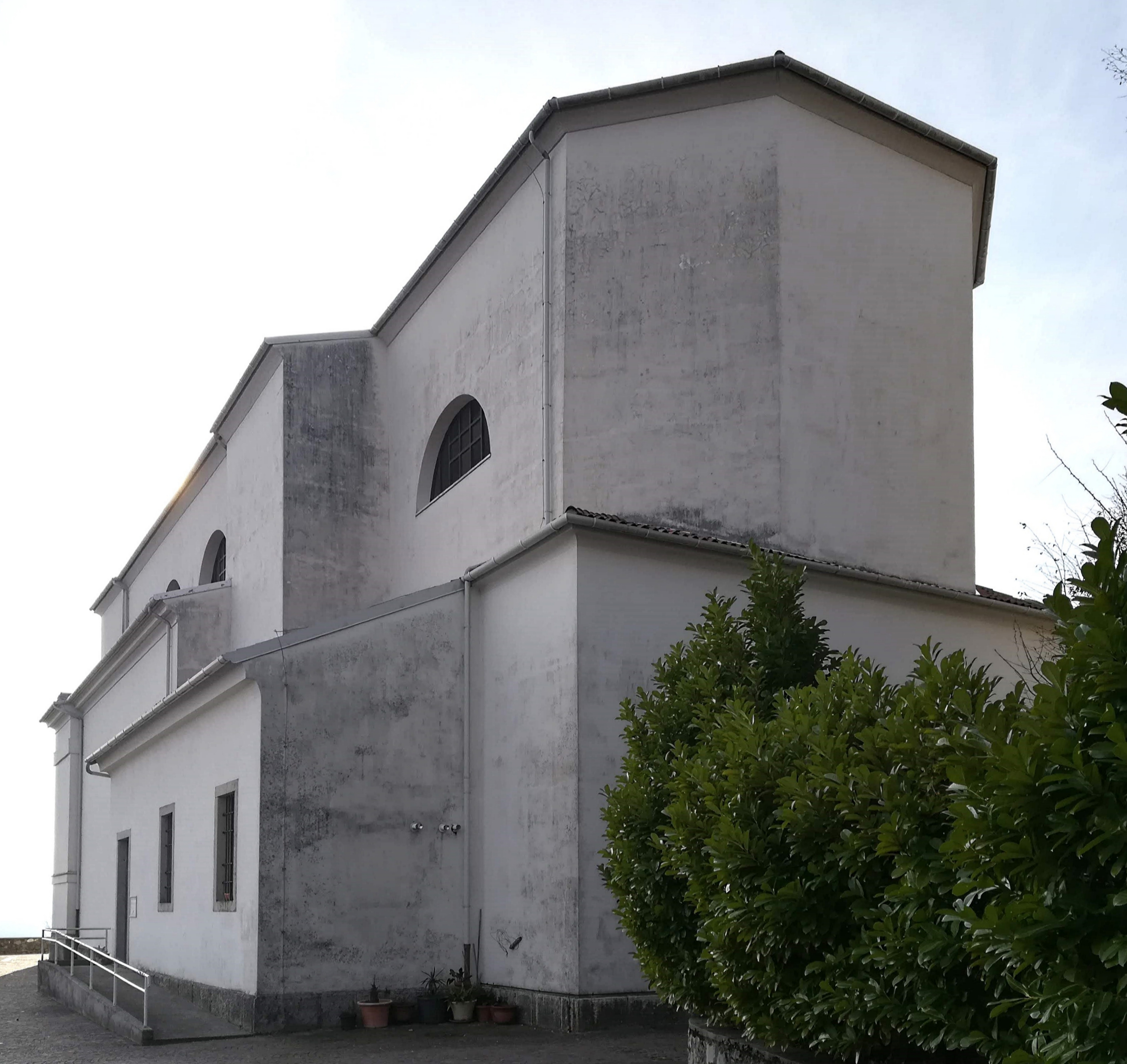
L'abside e il fianco orientale della chiesa

Nel 1542 questo luogo di culto venne dotato del portale d'ingresso realizzato da Francesco da Meduno, mentre nel XVIII secolo furono realizzati l'altare di San Gottardo, abbellito da una pala eseguita da Valentino Belgrado, e l'altare maggiore, costruito da Silvestro Comiz.
Dopo l'erezione a parrocchia autonoma, avvenuta il 9 agosto del 1870 per distacco dalla pieve di Travesio, si decise di realizzare una nuova chiesa di maggiori dimensioni. Nel 1883 iniziarono quindi i lavori di costruzione; l'edificio, disegnato dal gemonese Girolamo D'Aronco, venne consacrato il 19 marzo 1895 dal vescovo di Concordia Pietro Zamburlini e poi elevato al rango arcipretale il 13 marzo 1939 con decreto del vescovo Luigi Paulini.
Intorno al 1990 si provvide ad eseguire l'adeguamento litrugico secondo le norme postconciliari, in occasione del quale si procedette ad installare l'altare rivolto verso l'assemblea e l'ambone.  
Nel 2001 si provvide a rifare il manto di copertura della chiesa, mentre ulteriori lavori all'edificio vennero condotti due anni dopo.

## Descrizione

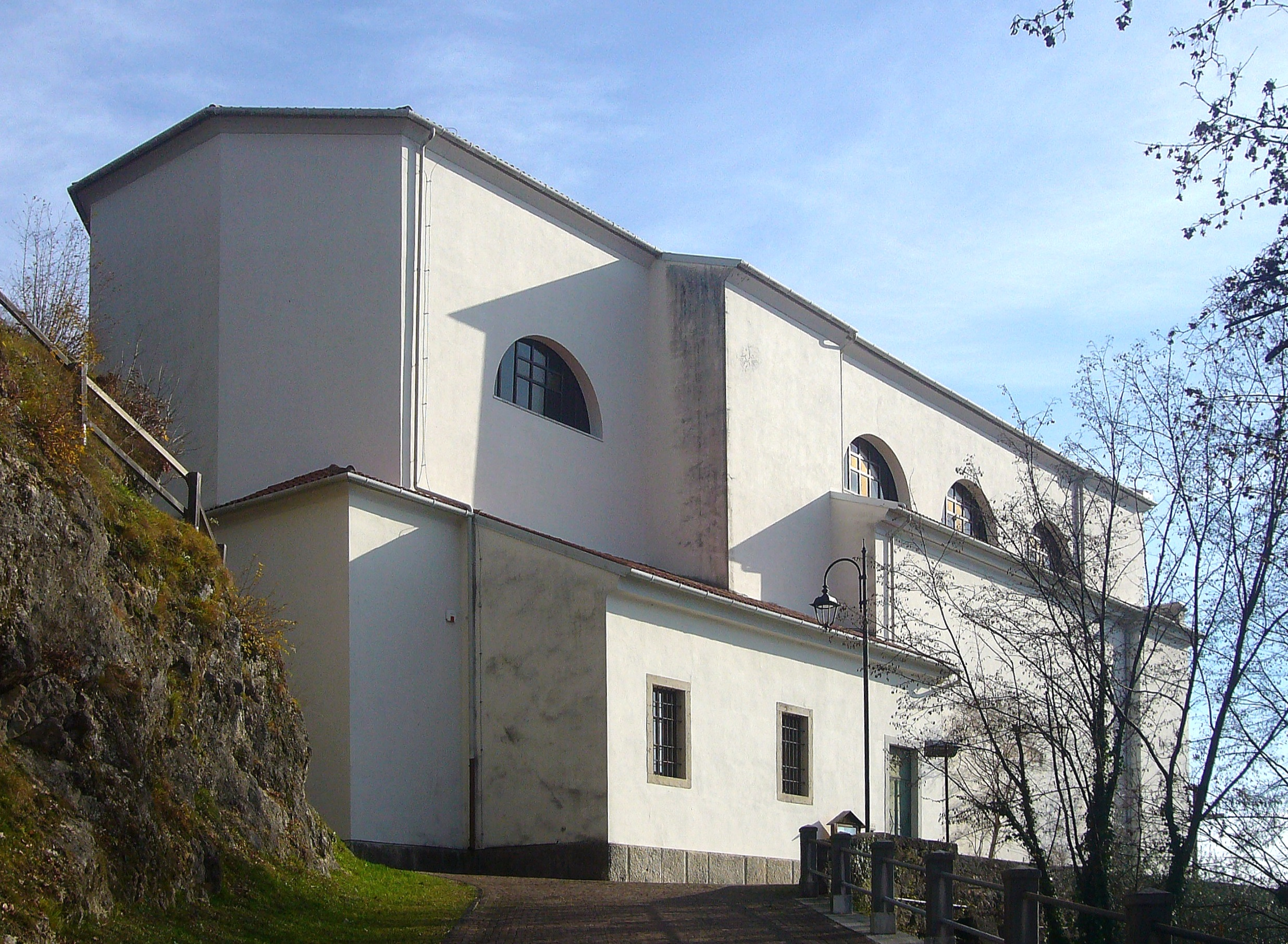
Il fianco occidentale della chiesa

### Esterno
La facciata a capanna della chiesa, rivolta a sudest, è suddivisa da una cornice marcapiano aggettante in due registri: quello inferiore, scandito da quattro lesene, presenta centralmente il portale d'ingresso, sormontato da un frontoncino curvilineo, e ai lati due nicchie, mentre quello superiore, caratterizzato da specchiature, è coronato dal timpano triangolare.

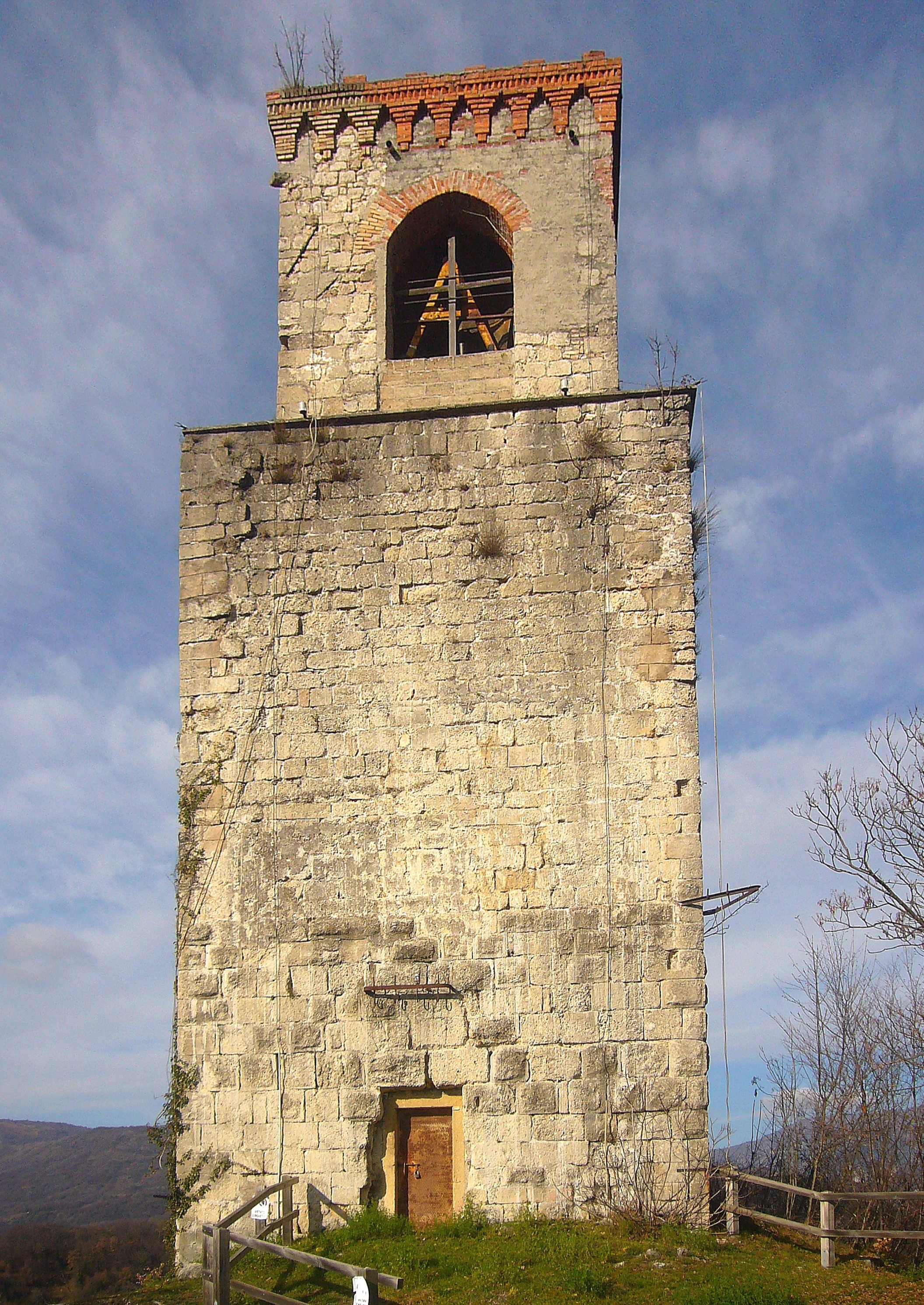
Il campanile

Il campanile sorge sui resti dell'antico castello; la cella presenta su ogni lato una monofora.

### Interno
L'interno dell'edificio si compone di un'unica navata, sulla quale si affacciano le cappelle laterali, introdotte da archi a tutto sesto e ospitanti gli altari minori, e le cui pareti sono scandite da paraste con capitelli compositi sorreggenti la trabeazione modanata e aggettante sopra la quale si imposta la volta a botte; al termine dell'aula si sviluppa il presbiterio, rialzato di alcuni gradini e chiuso dall'abside di forma semicircolare.
Qui sono conservate diverse opere di pregio, tra le quali la statua con soggetto San Nicolò, scolpita nel 1548 da Donato Casella, la seicentesca copertura lignea del fonte battesimale, coronata da un simulacro di San Giovanni Battista, il dipinto raffigurante l'Eterno Padre coi Santi Giuseppe e Osvaldo, risalente al XVII secolo, e la tela ritraente la Madonna col Bambino tra i Santi Liberale, Tobiolo e l'Arcangelo Raffaele, eseguita nell'Ottocento.